# Wojciech Tomisławski
Wojciech Tomisławski herbu Prawdzic – podczszy bełski w latach 1659–1688.
Poseł województwa bełskiego na sejm 1661 roku. Był elektorem Jana III Sobieskiego z województwa bełskiego w 1674 roku.